# 诺特群
在群论中，诺特群(英語：Noetherian group)是指群使得其子群满足升链条件。

## 定义
设{\displaystyle G}是一个群。那么以下条件等价，满足此条件的群称为诺特群。
- {\displaystyle G}的子群格 {\displaystyle \operatorname {Sub} (G)}满足升链条件。
- {\displaystyle G}的所有子群都是有限生成群。

## 性质

### 关于诸运算的封闭性
诺特群的子群以及商群是诺特群。诺特群被诺特群的扩张仍是诺特群。

### 诺特可解群
对于群{\displaystyle G}，以下条件等价。:165
- {\displaystyle G}是可解群，并且是诺特群。
- 存在{\displaystyle G}的子群列{\displaystyle 1=G_{0}\vartriangleleft G_{1}\vartriangleleft \cdots \vartriangleleft G_{n}=G}，使得对于每个{\displaystyle i=0,\dots ,n-1}有{\displaystyle G_{i}\vartriangleleft G_{i+1}}且{\displaystyle G_{i+1}/G_{i}}是循环群。

满足这个条件的群称为多循环群。
对于幂零群{\displaystyle G}，以下条件等价。:145
- {\displaystyle G}是诺特群。
- {\displaystyle G}是有限生成群。

## 例
所有有限群都是诺特群。所有有限生成幂零群是多循环群从而是诺特群。:145
多循环群被有限群的扩张是诺特群。其逆不成立，也就是说一个诺特群可能不具有指数有限的多循环正规子群。但这样的反例的构造是相当复杂的。

## 历史
诺特群的名称取自埃米·诺特。不是多循环群被有限群的扩张的诺特群由亚历山大·奥利尚斯基在一篇1979年论文中首次构造。